# Jørgen Iversen Dyppel
Jørgen Iversen Dyppel (1638-1683), appelé également George Iversen, a été le premier gouverneur de Saint-Thomas, dans les Indes occidentales danoises, de 1672 à 1680.

## Biographie
Il est né à Helsingør et était le fils d'un boulanger du Sønderjylland.
Après ses études, il se rendit aux Indes occidentales pour faire du commerce avec les colons britanniques et hollandais. Il subit toutefois des pertes à cause de pirates britanniques et retourna au Danemark en 1665.
Il y maria Birgitte Pedersdatter en 1670 et fut nommé premier gouverneur de l'île de Saint-Thomas en 1671 par la Compagnie danoise des Indes occidentales et de Guinée en raison de son expérience aux Indes occidentales. Il entra en fonction le 26 mai 1672, à son arrivée sur l'île, pour un mandat de trois ans.
À cette époque, Saint-Thomas avait été laissée à l'abandon par les précédents colons anglais et les premières tâches de Dyppel consistèrent à organiser les défrichements, à construire des routes et des plantations. C'était une entreprise compliquée, notamment à cause des difficultés des colons danois à s'adapter au climat, et des guerres franco-hollandaise et anglo-hollandaise. Son mandat fut étendu et il obtint de l'aide des colons britanniques établis à Tortola. La guerre causa des problèmes avec les travailleurs hollandais de l'île et, le 2 février 1678, l'île fut attaquée par les Français qui furent repoussés.
La tâche de défendre Saint-Thomas était ardue et, en septembre 1679, Dyppel demanda à être remplacé. Il démissionna officiellement le 4 juillet 1680, cédant sa fonction à Nicolai Esmit. À son retour au Danemark, il monta rapidement en grade au sein de la Compagnie et il fut décidé en 1682 qu'il retournerait à Saint-Thomas pour en redevenir le gouverneur. Avant de repartir, il se remaria avec la nièce du maire de Copenhague Bartholomæus Jensen, sa première femme étant morte en 1679.
Il éprouva toutefois des difficultés à trouver des gens d'accord de l'accompagner comme colons et dut se résoudre à emmener des prisonniers avec lui, avec la promesse de la liberté. Durant le voyage, ces prisonniers se mutinèrent et Dyppel fut jeté par-dessus bord avec l'un de ses enfants. Sa femme survécut et se remaria avec un propriétaire de plantations de Saint-Thomas.

### Sources
1. ↑  Carhis, « Danois au soleil (2) : Piraterie et incompétence à Saint-Thomas (1672-1688) », sur caribhist.com, 26 septembre 2022 (consulté le 28 septembre 2022).

- (en) Cet article est partiellement ou en totalité issu de l’article de Wikipédia en anglais intitulé « Jørgen Iversen Dyppel » (voir la liste des auteurs).